# Temple de Buġibba
Le temple de Buġibba est un temple mégalithique situé à la limite des villes de Buġibba et Qawra, sur l'île de Malte.

## Historique
Le temple de Buġibba a été découvert par l'archéologue maltais Themistocles Zammit dans les années 1920 dans un champ proche de Qawra Point. Ces vestiges ont été inscrits sur la Liste des Antiquités de 1925, comme « les vestiges mégalithiques au bord de la route de la pointe de Qawra ». Le temple a été fouillé en 1928 par T. Zammit et LJ Upton Way et a de nouveau été étudié en 1952 et 1954.
Le temple est actuellement inclus dans le parc de l'hôtel Dolmen Resort Hotel.

## Description

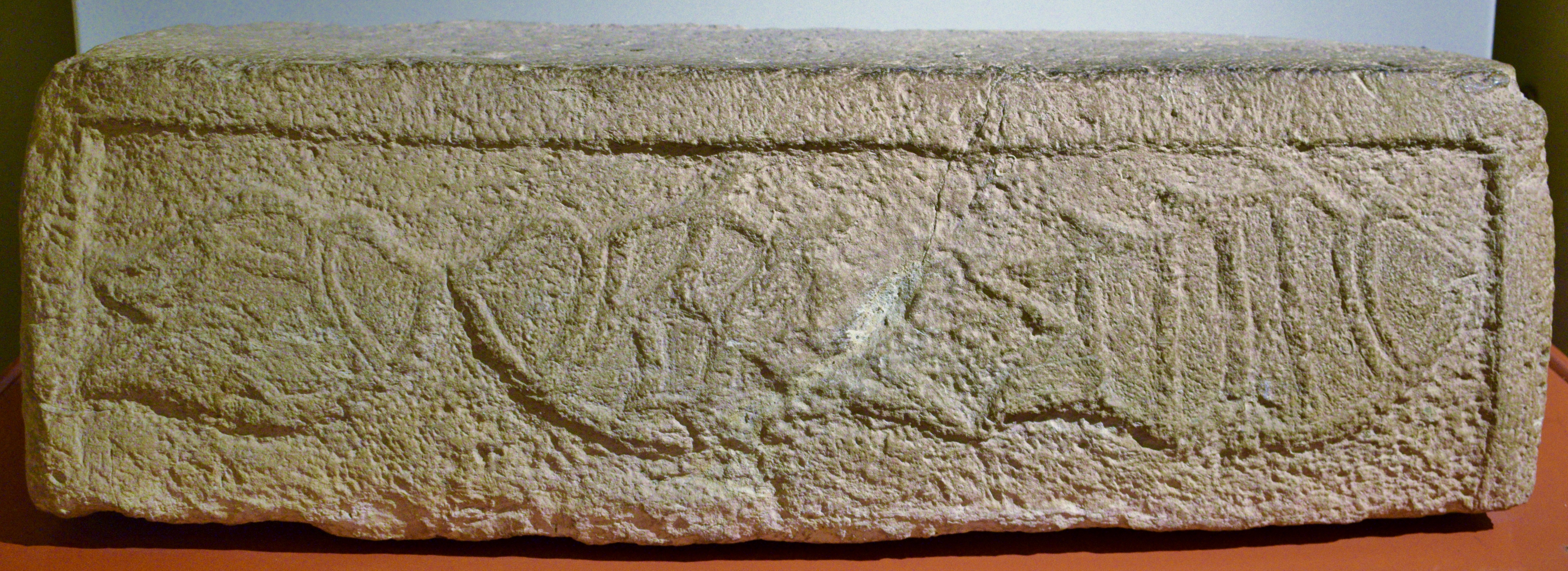
Bloc de pierre avec sculptures de poissons.

Le temple a été construit à proximité de la côte, entre Buġibba et Qawra Point durant la phase Tarxien de la préhistoire maltaise. Le temple est assez petit et il n'en demeure qu'une partie de la façade en calcaire corallien, le reste de la structure a été détruit au fil des ans par des activités agricoles. Depuis l'entrée trilithique, un couloir mène à une zone centrale entourée de trois absides et une partie du sol du temple est encore visible à l'arrière du site.
Lors des fouilles, deux blocs de pierre décorés ont été découverts. Le premier est un bloc carré sculpté identifié comme un autel. Il comporte des sculptures sur deux faces : une paire de spirales opposées en relief et deux motifs en forme de « V » entre chaque paire. Le second bloc est rectangulaire, il est décoré de poissons (probablement des Sargus rondeletti très abondant dans les eaux maltaises) sculptés sur deux faces. Les deux blocs sont conservés au Musée national d'archéologie à La Valette.